# Afrodita armada
Afrodita armada (en grec: Ένοπλη Αφροδίτη) és una escultura romana de marbre del segle i que representa Afrodita Area, o l'aspecte guerrer de la dea grega Afrodita, que era més aviat venerada com a dea de la bellesa i l'amor. Està inspirada en un original grec perdut del segle iv abans de la nostra era realitzat per Policlet el Jove, i es conserva al Museu Arqueològic Nacional d'Atenes, de Grècia (núm. d'inventari 262).

## Història
L'escultura fou trobada en l'antiga Epidaure, al Santuari d'Asclepi l'any 1886 durant uns treballs d'excavació, juntament amb altres estàtues. La van traslladar al Museu Arqueològic Nacional d'Atenes.

## Descripció
La dea està dempeus suportant el seu pes amb la cama dreta, l'esquerra relaxada; té el cap girat cap a l'esquerra i l'inclina cap al terra. Va vestida amb un fi quitó (gairebé transparent) que li embolcalla el tors i deixa entreveure el triangle púbic i el melic. El quitó se li ha després de l'espatla dreta, deixant-li al descobert el pit dret. El quitó se li enrotlla al braç esquerre i li cau lliurement pel costat. La dea duu el cabell recollit en flocs molt delicats i ondulats, lligats amb una cinta i col·locats a la part posterior del cap en una cua que s'enrotlla en un ret. Pel pit seminú li passa en diagonal el cinyell de la beina. Portava una espasa a la mà esquerra, però es desconeix què sostenia la dreta. S'ha suggerit (sobretot pels trets del cap) que aquesta estàtua no és pas una còpia romana, sinó un original grec del període hel·lenístic.

## Estat de conservació
Li manquen la major part del braç dret, els peus i el nas, i el rostre està molt danyat; el braç esquerre i el cap es van trobar per separat i els uniren a la resta de l'escultura. Amb una alçada de 1,51 m, aquesta estàtua de marbre de Paros és de grandària natural.

## Afrodita Area
En el culte i la religió de l'Antiga Grècia, Afrodita, generalment relacionada amb l'amor, a voltes la veneraven com a dea de la guerra amb l'epítet Area (en grec antic: Ἀφροδίτη Ἀρεία, o Afrodita bel·licosa), sota el qual se la representava amb armadura completa com el déu de la guerra Ares, el seu amant. Aquesta representació es trobava a Esparta, Argos, Citera i Tares (actual Tàrent).
- Venus de Milo.
- Afrodita ajupida de Rodes.